# Telescopio infrarosso del Gornergrat

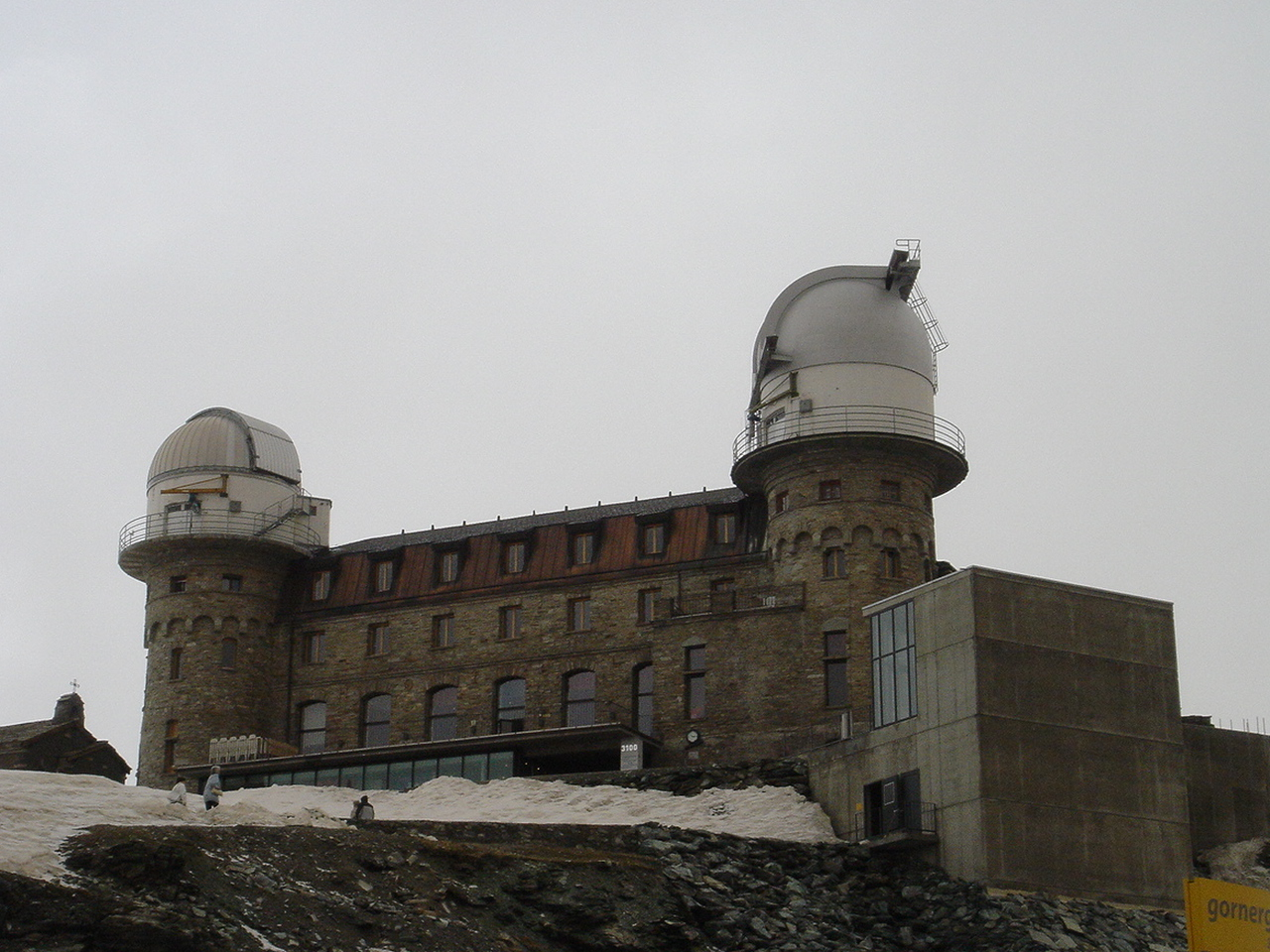

Il telescopio infrarosso del Gornergrat (o TIRGO) era un telescopio italiano di 1.5m di diametro situato nelle Alpi svizzere alla quota di 3150m. Le sue operazioni terminarono nella primavera del 2005.